# ハウス・オブ・マウス
『ハウス・オブ・マウス』（Disney's House of Mouse）は、アメリカのABCにて2001年〜2003年に放送されたテレビシリーズ。全3シーズン、52話。

## 概要
ミッキーマウスと仲間たちが経営するジャズクラブ（ナイトクラブ）「ハウス・オブ・マウス」にディズニー映画のキャラクターが客としてやって来るという設定で展開するクロスオーバー作品。
各エピソードは、ミッキーら従業員とお客たちがクラブ内で繰り広げる騒動などのストーリーをメインに、クラブのスクリーンで余興として上映されるアニメーションパート（劇中劇）を織り交ぜた構成となっている。劇中劇の内容は「ミッキーマウス・ワークス」の再放送、または「ディズニークラシック短編集」の再放送であるが、本作オリジナルの新作エピソードが上映されることもある。これらがおおむね毎回2〜3話ずつ上映され、中には前・後編に分かれているものもある。
「ミッキーマウス・ワークス」の続編かつ同作のリピート放送枠としての役割を含む性質上、ミッキーたちの性格や演出もドタバタ色の強い特色を踏襲している。
最後にはハウス・オブ・マウスの「スポンサーのコマーシャルを流すパート」があり、各ディズニー作品のネタを取り入れている。
ピクサー作品のキャラクターは登場しないが、ドナルドダックが『トイ・ストーリー』のバズ・ライトイヤーや『バグズ・ライフ』のフリックなどのコスプレをした事がある。

### 日本での放映
日本でのタイトルは『ハウス・オブ・マウス 〜ミッキーとディズニーのなかまたち〜』。ただしトゥーン・ディズニーでの放送ではタイトルが『ハウス・オブ・マウス』となっていた。
日本では2002年10月3日から2003年9月25日まで1年間テレビ東京で『Disney Time』内で放送され、その後も不定期に再放送された。2003年11月18日から2007年9月30日までディズニー・チャンネルで放送され、その後は2005年12月よりトゥーン・ディズニーに放送局を移す形で一旦放送終了となる。2005年12月1日から2009年7月31日までトゥーン・ディズニーで放送。ディズニーXDの変更時に放送局をディズニー・チャンネルへ戻し、2009年8月1日から放送されたが、現在は放送終了。2009年8月16日から2010年10月2日までTOKYO MXでも放送された。

## キャラクター
※声優の表記は「原語版 / 日本語吹替版」の順。

### クラブ関係者
ミッキーマウス
声 - ウェイン・オルウィン / 青柳隆志
本作の主人公でアニメ界のスーパースター。クラブの責任者であり、ショーの司会も担当する。
ドナルドダック
声 - トニー・アンセルモ / 山寺宏一
ミッキーの大親友というより悪友。実は密かに主役の座を狙っており、自分より人気も人望もあるミッキーに嫉妬することもあるが、彼のことは親友として大切に思っている。接客・運営担当。
グーフィー
声 - ビル・ファーマー / 島香裕
ドジで間抜けだが憎めないミッキーの親友。ウェイターであり給仕長でもある。
プルート
声 - ビル・ファーマー / （原語版流用）
ミッキーのペットの犬。クラブのマスコット。
ミニーマウス
声 - ルシー・テイラー / 水谷優子
本作のヒロインでミッキーのガールフレンド。賢く機転がよく利く。経理担当。
デイジーダック
声 - トレス・マクニール / 土井美加
ボーイフレンドでトラブルを起こしがちなドナルドをいつも心配している。予約事務担当。
ホーレス・ホースカラー
声 - ビル・ファーマー / 伊井篤史
ミッキーの昔からの友達。アニメーションの映像再生を担当する。
クララベル・カウ
声 - マーセリット・ガーナー、エイプリル・ウィンチェル / 真山亜子（第12-19話）→朴璐美（第22-52話）、水谷優子（第14、22話）、土井美加（第22話）
ミニーの昔からの友達。街の噂話のキャスター。現在グーフィーと付き合っている。
マックス
声 - ジェイソン・マースデン / 山口勝平
グーフィーの息子。クラブの駐車係。
ヒューイ / デューイ / ルーイ
声 - トニー・アンセルモ / 坂本千夏
ドナルドの甥の三人組。ミュージシャン兼ショーダンサー。
ガス・グース
声 - フランク・ウェルカー / （原語版流用）、長島雄一（第10話）
ドナルドのいとこでアヒルとガチョウのハーフ。コックをしており、なかなかの腕前だが食いしん坊で客に出す筈の料理をつまみ食いする事も。
ピート
声 - ジム・カミングス / 大平透、鹿野由之（歌）
ミッキーたちのクラブを閉鎖させようとクラブの建物を購入したが、ミッキーたちがショーを続ける限り追い出せないという規則を知り、何かにつけてショーを妨害するが失敗ばかり。だがクリスマスの日にミッキーたちに恩を受けたことの恩返しとして、しつこくミニーに付きまとうモーティマーを追い払うことに協力したことがある。
ペンギン
メリー・ポピンズに登場したペンギン。ウェイター。
ほうき
「ファンタジア」に登場した魔法の箒。掃除係。
マイク
声 - ロッド・ロディー / 山寺宏一
その名の通りマイクロフォンのキャラクター。レギュラーキャラの中で唯一のオリジナルキャラクター、総合司会担当。ラストで流れるコマーシャルのナレーションも務める。
魔法の鏡
声 - トニー・ジェイ / 大木民夫
『白雪姫』に登場する物知りの鏡。エントランスの壁に掛けられている。クラブのコンサルタントを担当。世界中の誰よりも物知り。文学的な物言いをするため、ミッキーたちに伝わらないこともある。

### その他のキャラクター
クラブにやってくるお客または劇中の短編アニメーションに登場するキャラクター。大半が端役であり声すら発さない事も多いが、一部のキャラクターがメインを張ることもある。

#### ミッキー&フレンズより
モーティマー・マウス
声 - モーリス・ラマーシュ / 江原正士
多くのエピソードに登場するクラブの常連的存在だが､素行の悪さが祟って店を追い出されたりミッキーたちや他の客に憎まれ口を叩かれることも多い。また､本作ではミニーやデイジー以外にも女性キャラにも手を出そうとするシーンもあり､髭は付いていない。
ルードヴィヒ・フォン・ドレイク教授
声 - コーリー・バートン / 沢りつお
チップ
声 - トレス・マクニール / 滝沢ロコ
とある回でアニメーションと同様､ドナルドに追いかけられようが､最後はナッツだらけにして協力させられていた。本作ではダンサーでもある。
デール
声 - コーリー・バートン / 稲葉実
チップと同様､ドナルドに追いかけられようが､最後はナッツだらけにして協力させられていた。チップと同様ダンサーでもある。
スクルージ・マクダック
声 - アラン・ヤング / 北村弘一
ヤマネコ
ソルティ
声 - フランク・ウェルカー
ブッチ
声 - フランク・ウェルカー
エイプリル / メイ / ジューン
レディースナイトのみヒューイ､デューイ､ルーイの代わりとして､バンドの出演した。後に三人の騎士の伝説に登場する。
プルートの天使
声 - エリック・アイドル / 小形満
「プルートのなやみ」に登場するプルートの良心。
プルートの悪魔
声 - ペン・ジレッテ / 小形満
「プルートのなやみ」に登場するプルートの心の悪魔。本作もプルートに仕事を奪ったフィガロをやっつけるよう唆すも友達だったことを思い出したことでプルートに退治される。
ベイビーシェルビー
声 - ジェフ・ベネット
ドナルドの宿敵でミッキーマウス・ワークスと同様､赤ちゃんだが､甘やかされた為、いたずら好きで他人の迷惑を考えない危険行動が多く見られ、ミッキーを振り回すがその後はいつものようにドナルドを振り回した。
ミセス・タートル
声 - エステル・ハリス / 水谷優子
ベイビーシェルビーの母親で息子同様他人の迷惑は考えず、高圧的な人物で息子のショーをやらせるためにミッキーにシェルビーを押し付けるが扱いが慣れるとドナルドを永遠に息子の専属ベイビーシッターとして一生扱き使うことにした。
デニス・ザ・ダック
声 - ジェフ・ベネット / 岡野浩介
白黒時代のスターでドナルド・ダックをサンドをぶつけていたずらして､楽しませようとしたが､実はドナルドの大ファンで非公式でファンクラブの会長を始め、全ての職をするほど。いたずらが過ぎてドナルドを怒らせた為、ショックで自殺（消しゴムで消そう）を図るもドナルドに止めれた。和解後、一緒にネタをやった仲良くなった。
七面鳥
声 - ジェフ・ベネット / 稲葉実
かつてミッキーと共演した七面鳥で本編は「ゴロゴロ」しか言えなかったが実は喋ることができ、ガスや客に食べられそうになったり、デイジーに付きまとわれるなど散々な目に遭いそうになるもミッキーに囮を任せ、助かった。
マジカル・マウス
声 - ジェフ・ベネット
ファントム・ブロット
ジョン・オハレイ / 若本規夫
ハンフリー
声 - ジム・カミングス / 高木渉
レンジャー・ウッドロー
声 - コーリー・バートン / 西川幾雄
クララ・クラック
声 - ルシー・テイラー / （原語版流用）
オハラ署長
声 - コーリー・バートン / 峰恵研→藤本譲（第32話）
サンタクロース
声 - コーリー・バートン
ヤギ
声 - コーリー・バートン / 伊井篤史

#### 三匹の子ぶたより
ファイファー・ピッグ
声 - キャシー・カーン / くじら
フィドラー・ピッグ
声 - パット・マシック / 山口勝平
プラクティカル・ピッグ
声 - ビル・ファーマー / 長島雄一
ビッグ・バッド・ウルフ
声 - ジム・カミングス / 中博史

#### 白雪姫より
白雪姫
声 - キャロライン・ガードナー / 細野雅世
とある回で自分に変装したピートの悪巧みを暴いてプルートに力を貸し、毒リンゴで眠りについたミッキー達を助けた。
ごきげん
声 - ケビン・ソーン / 西本裕行、長島雄一（第27話）
おこりんぼ
声 - コーリー・バートン / 西本裕行、江原正士（第42話）、後藤哲夫（第51話）
くしゃみ
声 - ボブ・ジョルス / 江原正士
おとぼけ
魔女
声 - ルーイス・チャーミス / 京田尚子

#### ピノキオより
ピノキオ
声 - マイケル・ウェルチ / 常盤祐貴
とある回ではペインとパニックに唆されて悪の道に反れたり、良心役のジミニーと離れたりしてしまうが、自分の力で危機を乗り越える。
ジミニー・クリケット
声 - エディ・カロール / 肝付兼太
とある回でショーのゲストとして、自分の良心に従うという言葉が大事だと、ピノキオの所に戻られた。
ゼペット
声 - トニー・ポープ / 上田敏也（第10話）、伊井篤史（第33話）
フィガロ
声 - フランク・ウェルカー
ブルー・フェアリー
声 - ロサライン・ランダー / 一城みゆ希
とある回でラストではペインとパニックに魔法をかけた。

#### ファンタジアより
チェルナボーグ
声 - コーリー・バートン / ?
マッシュルーム・ダンサーズ
イェン・シッド

#### ダンボより
ダンボ
ティモシー
声 - コーリー・バートン / 山口勝平、三ツ矢雄二（第27、36、38話）

#### バンビより
バンビ
声 - ノア・ルーク / 奥澤惇
フラワー
とんすけ

#### ラテン・アメリカの旅より
ホセ・キャリオカ
声 - ロブ・ポールセン / 中尾隆聖
ペドロ

#### 三人の騎士より
パンチート
カルロス・アラズラキ / 古川登志夫
アラクワン・バード
声 - フランク・ウェルカー / （原語版流用）、水谷優子（第28話）
とある回でゲストとして､ジャファーやグーフィーなど変身するシーンが見られる。
ブリット
ガウチート

#### メイク・マイン・ミュージックより
くじらのウィリー
声 - ポール・サベラ / ?

#### ファン・アンド・ファンシーフリーより
巨人のウィリー
声 - ウィル・ライアン / ?

#### メロディ・タイムより
トゥート

#### イカボードとトード氏より
トード氏
声 - ジェフ・ベネット / 長島雄一
イカボード

#### シンデレラより
シンデレラ
声 - ジェニファー・ヘイル / 鈴木より子
プリンス・チャーミング
フェアリー・ゴッドマザー
声 - ルシー・テイラー / 京田尚子
ジャックとガス
トレメイン夫人
とある回のラストにて、シンデレラの衣装でクラブの掃除係となったピートの監視役をしていた。
アナスタシア
イアーゴとは別でトレメインファミリーの側にいる また、とある回で『ミッキーの悪い奴には負けないぞ!』では改心キャラとして、ディズニー・ヴィランズに戻っている。
ドリゼラ

#### ふしぎの国のアリスより
アリス
声 - キャサリン・ボーモント / 土井美加
白ウサギ
声 - コーリー・バートン / 伊井篤史、畠中洋（第19話）、江原正士（第25、33、36話）
マッドハッター
声 - コーリー・バートン / 西本裕行
常連客でスクルージの傲慢さに怒って帰った客の中で唯一最後まで残った。
三月ウサギ
声 - モーリス・ラマーシュ / 鈴木勝美（第34話）、畠中洋（第38話）
マッドハッターと同様､帰った客の中で最後まで残った。また､デニス・ザ・ダックでも客として､登場。
トゥイードル・ディー
声 - コーリー・バートン / ?
トゥイードル・ダム
声 - コーリー・バートン / ?
ハートの女王
声 - トレス・マクニール / 片岡富枝
ハートの王
声 - 沢りつお
カード
声 - コーリー・バートン / 三ツ矢雄二、江原正士
イモムシ
声 - コーリー・バートン / 伊井篤史
ドアノブ
声 - コーリー・バートン / ?
ドーマウス
チェシャ猫
年老いたカキ
大工さん
セイウチ

#### ピーター・パンより
ピーター・パン
声 - ブレイン・ウィーバー（台詞）、クリストファー・スティール（歌） / 林勇
フック船長
声 - コーリー・バートン / 内田直哉
『ミッキーの悪いやつには負けないぞ！』ではヴィランズの代表となっている。
ミスター・スミー
ティンカー・ベル
ウェンディ
ジョン
マイケル
タイガー・リリー
ナナ

#### プカドン交響楽より
生徒たち

#### わんわん物語より
レディ
トランプ
ジョック
トラスティ
ペグ
トニー　
ジョー

#### 眠れる森の美女より
オーロラ姫
声 - ジェニファー・ヘイル / すずきまゆみ
フィリップ王子
マレフィセント
声 - ロイス・ネットルトン / 沢田敏子
とある回でハデスやフック船長に口説かれており、『ミッキーの悪いやつには負けないぞ!』では、ドラゴンの姿でチェルナボーグと寄り添っている場面がある。
フローラ
声 - トレス・マクニール / 麻生美代子
フォーナ
声 - ルシー・テイラー / 京田尚子
メリーウェザー
レイバン

#### 101匹わんちゃんより
ポンゴ
声 - マイケル・ベル / 藤原啓治
パーディタ
声 - キャス・スーシー / 朴璐美
クルエラ・ド・ビル
声 - スザンヌ・ブレイクスリー / 一城みゆ希
『ミッキーの悪いやつには負けないぞ!』ではヴィランズの代表となっている。

#### 王様の剣より
ワート / アーサー王
マーリン
声 - ハミルトン・キャンプ / 伊井篤史
アルキメデス
声 - アンドレ・ストイカ / ?
マダム・ミム
ドラゴンの姿も登場している。

#### ジャングル・ブックより
キング・ルーイ
声 - ジム・カミングス / 石原慎一
シア・カーン
声 - トニー・ジェイ / 加藤精三
カー
声 - ジム・カミングス / 八代駿
ディジー
声 - ジェス・ハーネル
ジィギー
声 - ジェス・ハーネル
バジー
声 - ジェス・ハーネル
フラップス
声 - ジェス・ハーネル
モーグリ
バルー
バギーラ

#### おしゃれキャットより
ダッチェス
声 - ルシー・テイラー / 京田尚子
マリー
トーマス・オマリー
声 - スティーブ・カーティス・チャップマン / 堀内賢雄、銀河万丈（第38話）、内田直哉（第49話）
オマリーは「オマリーアンドアリーキャッツ」というバンドとして登場するが、彼らの登場する回ではいつもトラブルに見舞われ彼らのライブは中止となる。

#### ロビン・フッドより
ロビン・フッド
リトル・ジョン
プリンス・ジョン
声 - ケビン・マイケル・リチャードソン / 長島雄一
ノッティンガムのシェリフ
声 - ビル・ファーマー / 伊井篤史
サー・ヒス

#### くまのプーさんより
プー
ピグレット
声 - ジョン・フィードラー / 小宮山清（第2話）、小形満（第51話）
デイジーの歌のショーでピートの竜巻機械で飛ばされるシーンが見られる。
ティガー
クリストファー・ロビン
イーヨー
声 - ピーター・カレン / 石田太郎
オウル
カンガ
ルー
ゴーファー
声 - マイケル・ガフ / 辻村真人
とある回で「でっかい白蟻と言う」シーンが見られる。

#### ビアンカの大冒険より
ビアンカ
バーナード
オービル

#### きつねと猟犬より
トッド
コッパー

#### コルドロンより
エロウィー
ホーンド・キング

#### オリビアちゃんの大冒険より
バジル
声 - モーリス・ラマーシュ / 上田敏也
ドーソン
ラティガン
声 - モーリス・ラマーシュ / 長島雄一
フィジット

#### オリバー ニューヨーク子猫ものがたりより
ドジャー
フランク・ウェルカー / ?
ティト
フランシス
ジョルジェット
オリバー
ジェニー

#### ロジャー・ラビットより
ベニー
声 - チャールズ・フライシャー / 堀内賢雄

#### リトル・マーメイドより
アリエル
声 - ジョディ・ベンソン / すずきまゆみ
フランダー
トリトン王
セバスチャン
声 - サミュエル・E・ライト / 山寺宏一
ミュージカルの仕事をしており、ロマンティックな恋愛本を出している。
アースラ
声 - パット・キャロル / くじら
スカットル
声 - モーリス・ラマーシュ / 石井康嗣
シェフ・ルイ
声 - ルネ・オーベルジョノワ / 安西康高

#### 美女と野獣より
ベル
声 - ジョディ・ベンソン / ?
野獣
声 - ロビー・ベンソン / 山寺宏一
野獣の姿と王子の姿、両方で登場している。
ルミエール
声 - ジェリー・オーバック / 江原正士
店の評論家で本作では家族も登場しているが､人間の姿としては登場しなかった。
コグスワース
声 - デヴィッド・オグデン・スティアーズ / 熊倉一雄
ルミエール達と同様､人間の姿は登場なかった
ポット夫人
ルミエール達と同様､人間の姿は登場なかった。
ガストン
声 - リチャード・ホワイト / 内田直哉
とある回では自分の取り巻きである3人の町娘がビッグ・バッド・ウルフ・ダディのショーでコーラスに参加した際はかなり不満気にしていた。
フェザーダスター
声 - キミー・ロバートソン / ?
ルミエール達と同様､人間の姿は登場なかった。
チップ
声 - ニキータ・ホプキンス / 小倉裕大
ル・フウ
町娘
声 - キャス・スーシー / ?
とある回でビッグ・バッド・ウルフ・ダディのショーでコーラスを担当し、ガストンを嫉妬させた。
モーリス
声 - コーリー・バートン / 銀河万丈

#### アラジンより
アラジン
声 - スコット・ウェインガー / 三木眞一郎
ジャスミン
声 - リンダ・ラーキン / ?
とある回でレディース・ナイトでアリエルと会話シーンが見られる。
ジーニー
サルタン
ジャファー
声 - ジョナサン・フリーマン / 宝田明
イアーゴ
声 - ギルバート・ゴットフリード / 大川透
とある回でカリブのオウムとしてショーに参加した。作品によってアラジンの仲間かジャファーの手下か異なる。
アブー
声 - フランク・ウェルカー / （原語版流用）
ラジャー
ジャスミンが飼っている虎。とある回でジャファーからジャスミンを除くクラブに入られないよう､禁止されているシーンが見られる。

#### ライオン・キングより
シンバ
声 - カム・クラーク / 宮本充
とある回で子供の姿と大人の姿が見られる。子供版の声はなかった。
ナラ
ティモン
声 - ケビン・ソーン / 三ツ矢雄二
プンバァ
声 - アーニー・サベラ / 畠中洋
とある回で最初はピートに誘拐されたが､最後はドナルドに助けられ､クラブも守った。
エド
声 - ジム・カミングス
ムファサ
ザズー
とある回でハイエナトリオに食べられそうなシーンが見られる。
ラフィキ
スカー

#### グーフィー・ムービーより
ロクサーヌ
声 - グレイ・デライル / ?
グーフィー・ムービー ホリデーは最高で登場したキャラで唯一のゲストであり、とある回でマックスとデートシーンやパスタを食べるなどシーンが見られる。

#### ポカホンタスより
ポカホンタス
ミーコ

#### ノートルダムの鐘より
カジモド
エスメラルダ
フロロー
ユーゴ
声 - ジェイソン・アレクサンダー / ?

#### ヘラクレスより
ヘラクレス
声 - テイト・ドノヴァン / 松本保典
彼はジミニーの事について､教えて欲しい事があった。
メグ
声 - スーザン・イーガン / 坂本千夏
フィル（ピロクテテス)
声 - ロバート・コスタンゾ / 石井康嗣
ハデス
声 - ジェームズ・ウッズ / 嶋田久作
とある回でマレフィセントに片思いし、ミッキーにアドバイスを求める。
ゼウス
声 - コーリー・バートン / 銀河万丈
ペイン
声 - ボブキャット・ゴールドスウェイト / 小形満
当初はピノキオを悪の道に弾きそうとしたが､最後はブルー・フェアリーの杖で黒焦げにされる。
パニック
声 - マット・フリューワー / 梅津秀行
ペインと同様､最後はブルー・フェアリーの杖で黒焦げにされる。
ペガサス
声 - フランク・ウェルカー
運命の魔女たち
ラケシス
声 - キャロル・シェリー / 水谷優子
クロートー
声 - トレス・マクニール / 京田尚子
アトロポス
声 - トレス・マクニール / 磯辺万沙子（第25話）、水谷優子（第41話）

#### ムーランより
ムーラン
声 - ミン・ナ / （原語版流用）
ムーシュー
声 - マーク・モーズリー / 山寺宏一
クリキー
声 - フランク・ウェルカー / （原語版流用）
シャン・ユー

#### ターザンより
タントー
とある回でアニメーションを盗んだピートをクラブに追い出した。登場する数が非常に少ない。

#### ラマになった王様より
クスコ
声 - J・P・マヌー / 古川登志夫
ラマの姿のみでの登場。
クロンク
イズマ

#### アトランティスより
キーダ
マイロ
ミセス・パッカード
声 - フローレンス・スタンリー / 水谷優子

#### オリジナル
ビッグ・バッド・ウルフ・ダディ
声 -  / 石原慎一
ドナルドに招待され､ゲスト出演したが、最後はクラブ事吹き飛ばした。
見猿 言わ猿 聞か猿
声　- /
アニメーションを途中で中断し､いい番組してと判断があった。ただし､3回目以降は登場しなくなる。
キング・ラリー
声 -  / 石原慎一
キング・ルーイの双子。

### その他
ナレーション
声 - コーリー・バートン、ジョン・クリーズ / 堀内賢雄（グーフィー専属）、中村正（特別編）
主に短編アニメーションでのナレーターであり、クラブ内では登場しない。

## 放送内容

### エピソード一覧 / 1回の放送形式
- 日本とアメリカではエピソードの放送順が異なる。
- CSはディズニー・チャンネル、トゥーン・ディズニー共通の話数である。地上波とCSではエピソードの放送順が多少異なるが、ここではCS放送話数順に記入する。
- 地上波では放送されていないエピソードや、CSではハロウィンやクリスマスの時期にしか放映されないエピソードがある（基本的にそのエピソードは飛ばしての放送となる）。詳しくは以下の表の備考を参照。
- 基本的に短編作品のタイトル表示は英語だが、「早起きは大変」のみ「ハウス・オブ・マウス」用に作られたオリジナル作品のため（番組内でも『出来立て』だと言及されている）、日本語で表示された。また、『Disney Time』で放映された時、英語のタイトル表示に日本語字幕が表示された。

| CS   | 地上波 | アメリカ          | サブタイトル（日）           | サブタイトル（米）               | 短編 | 日本放送日 (TXN) | 備考                                                       |
| ---- | ------ | ----------------- | ---------------------------- | -------------------------------- | --- | ---------------- | ---------------------------------------------------------- |
| 1話  | 1話    | 1話（シーズン1）  | 盗まれた作品                 | The Stolen Cartoons              | プルートのセメント・ファイト(2001) ドナルドの手品でドカン!(2000) 早起きは大変(2001)                                                      | 2002年10月3日    |                                                            |
| 2話  | 2話    | 7話（シーズン1）  | 電気がつかない!?             | Unplugged club                   | すてきな楽器屋さん(2001) ミッキー vs 銀行強盗(2000)                                                                                      | 2002年10月10日   |                                                            |
| 3話  | 3話    | 2話（シーズン1）  | ビッグ・バッド・ウルフ       | Big Bad Wolf Daddy               | デートの縁起かつぎ(2001) プルート vs モーティマー(2000) かっこよくなる方法(2001)                                                         | 2002年10月17日   | アニメーションを中断させた唯一のエピソード。               |
| 4話  | 4話    | 3話（シーズン1）  | スリー・キャバリエロ         | The Three Caballeros             | ドナルドの魚はだれのもの?(2000) かしこくなる方法(2001)                                                                                   | 2002年10月24日   |                                                            |
| 5話  | 5話    | 5話（シーズン1）  | ティモンとプンバァ           | Timon and Pumbaa                 | プルートと魔法の手袋(2000) ミニーを助けろ! オリと大砲編(1999) トロフィーを狙え(2001)                                                     | 2002年10月31日   |                                                            |
| 6話  | 6話    | 8話（シーズン1）  | クビになるのは誰?            | Gone Goofy                       | ピットクルーはつらいよ(2001) グーフィーのサメの餌付け(2000) グーフィーがいっぱい(2001)                                                   | 2002年11月7日    |                                                            |
| 7話  | 7話    | 9話（シーズン1）  | 家賃が消えた日               | Rent Day                         | ミッキーの頂上をめざせ(2000) オーケストラのサーカス(2001) ミッキーの大脱走(2001)                                                         | 2002年11月14日   |                                                            |
| 8話  | 8話    | 6話（シーズン1）  | がんばれピノキオ             | Jiminy Cricket                   | 寄付金がリボンに?(1999) 3人でデート?!(1999)                                                                                              | 2002年11月21日   | グーフィーは未登場                                         |
| 9話  | 9話    | 4話（シーズン1）  | グーフィーの彼女?            | Goofy's Valentine Date           | ドナルドと1ドル札(1999) ミニーを助けろ! 階段編(1999) プルートのラブラブ大作戦(1999)                                                      | 2002年11月28日   | ドナルドは未登場                                           |
| 10話 | 10話   | 10話（シーズン1） | 盗賊ドナルド                 | Donald's Lamp Trade              | ドナルドのサバイバルテスト(2000) グーフィーのラジオ(2000)                                                                                | 2002年12月5日    | デイジーは未登場                                           |
| 11話 | 11話   | 11話（シーズン1） | 消えたプンバァ               | Donald's Pumbaa Prank            | ミッキーのエイプリルフール(2001) ドナルドの釣りデート(2000)                                                                              | 2002年12月12日   |                                                            |
| 12話 | 12話   | 12話（シーズン1） | ウワサのミニー               | Thanks to Minnie                 | ミニーのアップルパイ(2000) ミッキーがミニー?(2000)                                                                                       | 2002年12月19日   |                                                            |
| 13話 | 13話   | 13話（シーズン1） | お手柄プルート               | Pluto Saves the Day              | ペットはライオン(1999) プルートと3匹の子猫(1999)                                                                                         | 2002年12月26日   |                                                            |
| 14話 | 未     | 50話（シーズン3） | ハロウィーン・パーティー     | House Ghosts                     | ミッキーのヘンゼルとグレーテル(1999) プルートと宇宙船(1999) 家にとりつく方法(1999)                                                       | N/A              | 地上波未放送・CSは10月末のみ放送                           |
| 15話 | 14話   | 14話（シーズン2） | デイジー・オン・ステージ     | Daisy's Debut                    | 夢のデュエット(2001) ミッキーの逆さまの街(1999)                                                                                          | 2003年1月9日     | ドナルドは未登場                                           |
| 16話 | 15話   | 19話（シーズン2） | グーフィー大変身?            | Not So Goofy                     | 遊園地のペンキ屋さん(1999) グーフィーの水上ボート(1999) バケーションはカードで(2000)                                                     | 2003年1月16日    |                                                            |
| 17話 | 16話   | 40話（シーズン3） | スポーツばんざい             | Salute to Sports                 | グーフィーの野球ファンの心得(2000) グーフィーの体操教室(1949)                                                                            | 2003年1月23日    | デイジーは未登場                                           |
| 18話 | 17話   | 24話(シーズン2)   | キングラリー大暴れ           | King Larry Swings in             | ミッキーとあざらし(1948) グーフィーのパラサイクリング(1999) グーフィー紳士になる(2000)                                                   | 2003年1月30日    |                                                            |
| 19話 | 18話   | 20話（シーズン2） | みんなミッキーが好き         | Everybody Loves Mickey           | 帰ってきたミッキーのライバル(2000) ミッキーの危機一髪(1999) ドナルドの眺めの良い部屋(1999)                                               | 2003年2月6日     |                                                            |
| 20話 | 19話   | 18話（シーズン2） | マックスの新車               | Max's New Car                    | ミッキーの新車(1999) 洗車は大変(2000) グーフィーの自動車狂時代(1950，クリップ)                                                           | 2003年2月13日    |                                                            |
| 21話 | 20話   | 42話（シーズン3） | 魔法がいっぱい               | House of Magic                   | プルートのしゃっくりを止めて!(2000) ドナルドのボーリングでドカン!(1999) 大晦日のベビーシッター(2002)                                     | 2003年2月20日    |                                                            |
| 22話 | 21話   | 15話（シーズン2） | お仕事をこなすコツ           | Goofy for a Day                  | グーフィーのウエイター(1999) 指揮者ミニーのハンガリアンダンス(1999) ドナルドのディナーでデート(1999)                                     | 2003年2月27日    |                                                            |
| 23話 | 22話   | 21話（シーズン2） | デートが台なし               | Max's Embarrassing Date          | プルートのお留守番(1999) グーフィーの自転車の乗り方(1999)                                                                                | 2003年3月6日     |                                                            |
| 24話 | 23話   | 17話（シーズン2） | 評論家は誰だ?                | The Mouse who Came to the Dinner | ミッキーのファックス騒動(2000) 指揮者ミニーの熊蜂の飛行(1999) ドナルド vs くまのハンフリー(1999)                                         | 2003年3月13日    |                                                            |
| 25話 | 24話   | 16話（シーズン2） | 街で最大の秘密               | Clarabelle's Big Secret          | グーフィーのスパイ(1999) バレンタインデーの約束(2001)                                                                                    | 2003年3月20日    |                                                            |
| 26話 | 25話   | 28話（シーズン3） | ピートのワンマンショー       | Pete's One Man Show              | 楽しいピンボール(2002) ドレーク教授の発明教室 時間戻し機(1999) るすばん戦争(2002)                                                        | 2003年3月27日    |                                                            |
| 27話 | 26話   | 30話（シーズン3） | 2人のバケーション            | Mickey and Minnie's Big Vacation | ミッキーの80日間世界一周(1999) ドナルドのフィッシングでドカン!(1999)                                                                     | 2003年4月3日     |                                                            |
| 28話 | 27話   | 31話（シーズン3） | アラカンがやってきた!        | Donald and the Aracuan Bird      | 番犬プルート(1999) ドナルド vs アラカン鳥(2000)                                                                                          | 2003年4月10日    |                                                            |
| 29話 | 50話   | 22話（シーズン2） | ミニーが迷子?                | Where's Minnie?                  | どろぼうを捕まえろ(2002) ドナルドのプール(2000)                                                                                          | 2003年4月17日    |                                                            |
| 30話 | 28話   | 23話（シーズン2） | スーパーグーフ たんじょう!   | Super Goof                       | グーフィーのガーデニング(2000) ミッキーのキーはどこ?(2000)                                                                               | 2003年4月17日    |                                                            |
| 31話 | 29話   | 25話（シーズン2） | レディース・ナイトは大さわぎ | Ladies Night                     | プルートがムラサキ色になった(1999) お客様はやりたい放題(1999) 指揮者ミニーのウィリアムテル(1999)                                         | 2003年4月24日    |                                                            |
| 32話 | 30話   | 29話（シーズン3） | 大どろぼう あらわる          | House of Crime                   | インク怪人をやっつけろ(1999) ドレーク教授の発明教室 テレリンリン(1999)                                                                   | 2003年5月1日     |                                                            |
| 33話 | 31話   | 51話（シーズン3） | ロボットをやっつけろ         | House of Genius                  | 未来はステキ(2003) ミッキーの機械じかけの家(1999)                                                                                        | 2003年5月8日     |                                                            |
| 34話 | 32話   | 26話（シーズン2） | デニス・ザ・ダック           | Dennis the Duck                  | ミッキーのウーピー・パーティ(1932) ミッキーの幌馬車時代(1930，クリップ) ミッキーとモーティマー(2002)                                     | 2003年5月15日    |                                                            |
| 35話 | 33話   | 52話（シーズン3） | 教養をつけなきゃ             | Mickey and the Culture Clash     | ミッキーのピアノレッスン(1999) グーフィーの魔法のダンス(1999) 指揮者ミニーのブラームスの子守唄(1999)                                     | 2003年5月22日    | 北米ではこのエピソードで最終回。ドナルドとデイジーは未登場 |
| 36話 | 34話   | 32話（シーズン3） | グーフィーの魔法のシチュー   | Goofy's Menu Magic               | グーフィーのボスも大変(1999) ミッキーの素敵なディナー(1999) プルートのチューインガムは大迷惑(1999)                                       | 2003年5月29日    |                                                            |
| 37話 | 35話   | 33話（シーズン3） | ミュージック・デーの危機     | Music Day                        | ミッキーのオーケストラ(1942，クリップ) ロックスターになる方法(2002) グーフィーのインラインスケート(1999) ロケット・ライドに乗せて!(1999) | 2003年6月5日     |                                                            |
| 38話 | 36話   | 34話（シーズン3） | ケチんぼオーナー、スクルージ | House of Scrooge                 | ミッキーの真夏の夜の夢(1999) ドレーク教授の発明教室 自動お金製造機(1999)                                                                 | 2003年6月12日    |                                                            |
| 39話 | 35話   | 35話（シーズン3） | 空とぶドナルド               | Donald Wants to Fly              | ミッキーのプレゼント大作戦(1999) ミッキーとカモメ(2000)                                                                                  | 2003年6月19日    |                                                            |
| 40話 | 38話   | 36話（シーズン3） | グーフィーのおてつだい       | Dining Goofy                     | 電話でパニック(2000) ドレーク教授の発明教室 リモコン式芝刈り機(1999) ドナルドとコンピューター(2000)                                      | 2003年6月26日    |                                                            |
| 41話 | 39話   | 49話（シーズン3） | やさしいハデス               | Halloween with Hades             | グーフィーのステキなキャンプ(2002) ドナルドのハロウィーン(2000)                                                                          | 2003年7月3日     | CSは10月末のみ放送                                         |
| 42話 | 40話   | 48話（シーズン3） | ミッキーがしつぎょう         | Pete's House of Villains         | リトル・バッド・ウルフ(2002) ドナルドのオペラでドカン!(1999) ハートがあぶない!(1999)                                                     | 2003年7月10日    |                                                            |
| 43話 | 41話   | 43話（シーズン3） | シェルビーショー             | Mickey vs. Shelby                | ドナルドのカメラマンは大変!(1999) ドナルドのベビーシッター(2000)                                                                         | 2003年7月17日    |                                                            |
| 44話 | 42話   | 37話（シーズン3） | チップ&デール・デー          | Chip 'n Dale                     | リスの大逆襲(1955) グーフィーのロック・クライミング(1999) リス君は歌姫がお好き(1952)                                                     | 2003年7月24日    | ミニーとデイジーは未登場                                   |
| 45話 | 43話   | 27話（シーズン3） | お客はハデス                 | Suddenly Hades                   | ドナルドのプール(2000) ドナルドの灯台(2000)                                                                                              | 2003年7月31日    | この放送から北米ではトゥーン・ディズニーに移行。           |
| 46話 | 48話   | 38話（シーズン3） | 掃除係ハンフリー             | Humphrey in the House            | ホット・タブに入ろう(2002) クマとみつばち(1955)                                                                                          | 2003年9月4日     | デイジーは未登場                                           |
| 47話 | 45話   | 45話（シーズン3） | サンタのいい子悪い子リスト   | Clarabelle's Christmas List      | ドナルドのアイススケート(1999) クリスマスデコレーションで勝負!(2000)                                                                     | 2003年8月14日    | CSは12月末のみ放送                                         |
| 48話 | 46話   | 39話（シーズン3） | 教授はなんでも知っている     | Ask Von Drake                    | ドレーク教授の発明教室 最新お風呂装置(1999) ドレーク教授のストレス解消法(1999)                                                           | 2003年8月21日    |                                                            |
| 49話 | 47話   | 41話（シーズン3） | プルート大いそがし           | Pluto vs. Figaro                 | プルート穴を掘る(1999) ドナルド vs チップとデール(1999) プルート清掃車にさらわれる(1999)                                                 | 2003年8月28日    |                                                            |
| 50話 | 44話   | 47話（シーズン3） | 雪の日のお客さま             | Snow Day                         | プルートとアシカ(2000) ミッキーの荒療法(1999) ドナルドの雪だるまでドカン!(1999)                                                          | 2003年8月7日     |                                                            |
| 51話 | 49話   | 44話（シーズン3） | 七面鳥さんいらっしゃい       | House of Turkey                  | 七面鳥をつかまえろ(1999) ミッキーのナッツ争奪戦(2000)                                                                                    | 2003年9月11日    | 北米では9時間マラソン最後のエピソードである。              |
| 52話 | 51話   | 46話（シーズン3） | ピートのサンタがやってきた   | Pete's Christmas Caper           | ミッキーのくるみ割り人形(1999) ドナルドの雪だるまでドカン!(1999)                                                                         | 2003年9月25日    | CSは12月末のみ放送 日本ではこのエピソードで最終回。        |

### ゲスト・収録曲
- ゲストはストーリーに関わるキャラクターを表記し、背景・ワンカットのみで登場するキャラクター また、レギュラーであるピートやモーティマー・マウスなどは除く。

| 話数    | サブタイトル                 | ゲスト                                                          | 収録曲 |
| ------- | ---------------------------- | --------------------------------------------------------------- | --- |
| 1       | 盗まれた作品                 |                                                                 | |
| 2 (7)   | 電気がつかない!?             | イーヨー                                                        | |
| 3 (2)   | ビッグ・バッド・ウルフ       | トーマス・オマリー、ビッグ・バッド・ウルフ・ダディ              | 狼なんて怖くない |
| 4 (3)   | スリー・キャバリエロ         | ホセ・キャリオカ、パンチート                                    | 俺たちカバレロ |
| 5       | ティモンとプンバァ           | ティモン、プンバァ                                              | |
| 6 (8)   | クビになるのは誰?            | プー・ピー・ポロン・ズン                                        | ドナルドダックのテーマ（ディスコアレンジ）                                                                                     |
| 7 (9)   | 家賃が消えた日               | トーマス・オマリー                                              | |
| 8 (6)   | がんばれピノキオ             | ピノキオ、ジミニー・クリケット                                  | アイム・ノー・フール |
| 9 (4)   | グーフィーの彼女?            |                                                                 | |
| 10      | 盗賊ドナルド                 |                                                                 | |
| 11      | 消えたプンバァ               | ティモン、プンバァ                                              | |
| 12      | ウワサのミニー               | イアーゴ                                                        | |
| 13      | お手柄プルート               | トーマス・オマリー、ラッキー、ローリー他                        | |
| 14 (50) | ハロウィーン・パーティー     | グリム・グリニング・ゴースト                                    | |
| 15 (14) | デイジー・オン・ステージ     |                                                                 | ミッキー・ミニー・アンド・デイジー・ソング                                                                                     |
| 16 (19) | グーフィー大変身?            | ホセ・キャリオカ、パンチート                                    | パンチート・ソング |
| 17 (40) | スポーツばんざい             | ヘラクレス、ムーラン                                            | |
| 18 (24) | キングラリー大暴れ           | キング・ラリー ビートルズ (ディジー､バジー､フラップス､ジィギー) | 君のようになりたい（オリジナルとは違う歌詞）                                                                                   |
| 19 (20) | みんなミッキーが好き         | 村人 (ガストンの子分)                                           | 野獣退治 |
| 20 (18) | マックスの新車               | トーマス・オマリー                                              | |
| 21 (42) | 魔法がいっぱい               | ジャファー                                                      | ビビディ・バビディ・ブー（オリジナルとは違う歌詞）                                                                             |
| 22 (15) | お仕事をこなすコツ           |                                                                 | スープ・サラダ・ポテト・クッキー・オリーブ・アンド・ドーナッツ（スーパーカリフラジリスティックエクスピアリドーシャスの替え歌） |
| 23 (21) | デートが台なし               | ロクサーヌ                                                      | |
| 24 (17) | 評論家は誰だ?                | ルミエール                                                      | |
| 25 (16) | 街で最大の秘密               |                                                                 | |
| 26 (28) | ピートのワンマンショー       |                                                                 | ブーン・ダ・ブーン |
| 27 (30) | 2人のバケーション            |                                                                 | |
| 28 (31) | アラカンがやってきた!        | アラクワン・バード                                              | |
| 29 (22) | ミニーが迷子?                |                                                                 | デイジー・クロケットの唄（デイヴィー・クロケットの唄の替え歌）                                                                 |
| 30 (23) | スーパーグーフ たんじょう!   |                                                                 | |
| 31 (25) | レディース・ナイトは大さわぎ | チップ、デール                                                  | モーティマー・マウス・ソング                                                                                                   |
| 32 (29) | 大どろぼう あらわる          | チーフ・オハラ                                                  | |
| 33 (51) | ロボットをやっつけろ         |                                                                 | |
| 34 (26) | デニス・ザ・ダック           | デニス・ザ・ダック                                              | |
| 35 (52) | 教養をつけなきゃ             |                                                                 | ミニーのユー・フー（オリジナルとは違う歌詞）                                                                                   |
| 36 (32) | グーフィーの魔法のシチュー   |                                                                 | |
| 37 (33) | ミュージック・デーの危機     |                                                                 | |
| 38 (34) | ケチんぼオーナー、スクルージ | スクルージ・マクダック                                          | |
| 39 (35) | 空とぶドナルド               | ピーター・パン、ロスト・ボーイズ                                | |
| 40 (36) | グーフィーのおてつだい       |                                                                 | |
| 41 (49) | やさしいハデス               | ハデス                                                          | |
| 42 (48) | ミッキーがしつぎょう         | アースラ、ハデス、ジャファー、クルエラ・ド・ヴィル 他           | |
| 43      | シェルビーショー             | ベイビーシェルビー                                              | |
| 44 (37) | チップ&デール・デー          | チップ、デール                                                  | |
| 45 (27) | お客はハデス                 | ハデス、チェルナボーグ                                          | 魅惑のデイジー ダッキールーム (魅惑のチキルームの替え歌)                                                                       |
| 46 (38) | 掃除係ハンフリー             | ハンフリー                                                      | |
| 47 (45) | サンタのいい子悪い子リスト   | サンタクロース                                                  | |
| 48 (39) | 教授はなんでも知っている     |                                                                 | ディズニーキャラ言えるかな |
| 49 (41) | プルート大いそがし           |                                                                 | |
| 50 (47) | 雪の日のお客さま             | ソルティ・ザ・シール                                            | |
| 51 (44) | 七面鳥さんいらっしゃい       | 七面鳥                                                          | |
| 52 (46) | ピートのサンタがやってきた   |                                                                 | |

## 放送局
| 放送局                 | 放送期間                       | 放送曜日 時間        | 備考 |
| ---------------------- | ------------------------------ | -------------------- | --- |
| TOKYO MX               | 2009年8月16日 - 2010年10月2日  | 日曜日 10:00 - 10:30 | 土曜日にも放送され、2009年4月から毎週 7:00にも放送されたこともあった。 2010年1月.2月の放送が休止の為､3月から放送開始。 |
| ディズニー・チャンネル | 2003年11月18日 - 2007年9月30日 | 不明                 | 2009年8月より、平日は15時に放送された。                                                                                |
| トゥーン・ディズニー   | 2005年12月1日 - 2009年7月31日  | 平日 20:00 - 20:30   | ディズニーXDがリニューアルするまで放送された。 ※初回は開局記念として、3話ぶっ通し放送された。                          |

| TOKYO MX ディズニータイム（日曜10:00枠） | TOKYO MX ディズニータイム（日曜10:00枠） | TOKYO MX ディズニータイム（日曜10:00枠）              |
| 前番組                                   | 番組名                                   | 次番組                                                |
| ---------------------------------------- | ---------------------------------------- | ----------------------------------------------------- |
| キム・ポッシブル 第2シーズン（再）       | ハウス・オブ・マウス （再）              | タカラヅカ・カフェブレーク （ディズニータイム枠終了） |

## 主題歌
「Rockin' at the House of Mouse」
作詞・作曲・歌 - ブライアン・セッツァー
日本語版歌手 - 石原慎一
エンディングではインストゥメンタルを使用（CS放送時のみ、ディズニータイム版ではカット）。

## 日本語版制作スタッフ
- 翻訳 - 荒木小織、松井まり⇒野口尊子
- 演出 - 小山悟⇒向山宏志
- 音楽演出 - 市之瀬洋一
- 録音製作 - ケイエスエス⇒東北新社

## 関連作品

### ミッキーの悪いやつには負けないぞ!（英：Mickey's House of Villains）
米国では 2002年9月3日に、日本では2003年4月18日にビデオ・後にDVDでも発売された。また、2007年10月にはトゥーン・ディズニーのビッグ MOVIE ショウ!でも放送された。
内容は、ミッキーと仲間たちがハウス・オブ・マウスで楽しいパーティーを開催することになった中、ミュージカル・ストーリーやハロウィンの物語を見ながら盛り上がっている仲間たちを横目に、恐ろしいジャファーやフック船長をはじめとする悪役たちは真夜中になるのを待ってミッキーを脅かそうとたくらんでいるのに、楽しい時間が過ぎて夜になり悪役軍団の巻き起こす騒動が始まるためにハウス・オブ・マウスを追い出されてしまったミッキー逹もこのまま負けてばかりはいられない!と協力して悪役たちに立ち向かうというもの。物語の間に8つのエピソードが収録されており、内3つに『ドナルドの魔法使い』、『ミッキーのお化け退治』、『ドナルドとゴリラ』が収録されている。
挿入歌は「悪役の館」。

### ミッキーのマジカル・クリスマス/雪の日のゆかいなパーティー（英：Mickey's Magical Christmas: Snowed in at the House of Mouse)
米国では 2001年11月6日に、日本では2002年11月8日にビデオ、同年12月6日にDVDでも発売された。また、2004年12月にはディズニー・チャンネルのマジカル・ワールド・オブ・ディズニーでも放送された。当時、トゥーン・ディズニーにも放送された。
内容は、クリスマス・ショーに集まったプーさんやピグレット、ベル、白雪姫、アリエルをはじめとするディズニーの仲間たちは大雪のせいで道が通行止めになって家へ帰れなくなったため雪がやむまでパーティーを続けて提案することになった中、たくさんのクリスマス・ストーリーを見ているうちにみんなの気分はますます盛り上がり、最初にむっつりしていたドナルドが、最後は夜のスターに変身しようと、ミッキーはせっかくのクリスマスを思いっきり楽しむというもの。物語の間に4つのエピソードが収録されており、内2つに『プルートのクリスマス・ツリー』、『ミッキーのクリスマスキャロル』が収録されている。
挿入歌は「最高のクリスマス」。